# Катастрофа DC-8 в Афінах
Катастрофа DC-8 в Афінах — авіаційна катастрофа, що сталася вночі 7 жовтня 1979 року. Пасажирський авіалайнер Douglas DC-8-62 швейцарської вже неіснуючої авіакомпанії Swissair виконував міжконтинентальний рейс SWR 316 за маршрутом Цюрих — Женева — Афіни — Бомбей — Пекін, але після посадки в Афінах викотився за межі ЗПС аеропорту Еллінікон і зруйнувався. Зі 154 людей, що перебували на його борту (142 пасажири і 12 членів екіпажу), загинули 14.
На момент подій катастрофа рейсу 316 стала 3-ю на території Греції (після катастроф DC-6 під Афінами та Boeing 707 над Іонічним морем). Зараз ця авіакатастрофа є 4-ю серед тих, що сталися в Греції.

## Літак
Douglas DC-8-62 (реєстраційний номер HB-IDE, заводський 45919, серійний 312) був випущений у листопаді 1967 року. 23 листопада того ж року був переданий авіакомпанії Swissair, де змінив два імені — Genève та Uri. Оснащений чотирма турбовентиляторними двигунами Pratt & Whitney JT3D. На день катастрофи здійснив 16609 циклів «зліт-посадка» і налітав 46418 годин.

## Екіпаж
- Командир повітряного судна (КПС) — 48-річний Фріц Шмутц (нім. Fritz Schmutz). Налітав 8988 годин, 2637 із них на Douglas DC-8.
- Другий пілот — 38-річний Мартін Дьюрінгер (нім. Martin Deuringer). Налітав 3817 годин, 805 із них на Douglas DC-8.
- Бортінженер — ім'я невідоме.

У салоні літака працювало 9 бортпровідників.

## Розслідування
Розслідування встановило, що причиною викочування лайнера за межі ЗПС стали численні помилки екіпажу — літак після нестабілізованого заходу на посадку приземлився на ЗПС на 740 метрів після її торця і на високій швидкості. Також пілоти не змогли належним чином використати системи гальмування та реверсу.
Один із членів оперативної групи Комітету з розслідування авіаційних пригод дотримувався іншої думки щодо причини катастрофи, заявивши, що, на його думку, екіпаж не зміг оцінити швидкість літака та відстань приземлення, не виконав техніку посадки з поганим гальмуванням та не зміг належним чином використати системи гальмування та реверс літака.

## Суд
Через два дні після катастрофи влада Греції пред'явила командиру екіпажу рейсу SWR 316 звинувачення у ненавмисному вбивстві та кілька інших звинувачень. На судовому процесі в 1983 році КПС і другий пілот були визнані винними за декількома звинуваченнями, у тому числі ненавмисне вбивство з необережності, заподіяння множинних тілесних ушкоджень і перешкоджання повітряному руху, і були засуджені до 5 і 2,5 року ув'язнення відповідно. Незабаром обидва пілоти були звільнені під заставу.
1984 року суд ухвалив, що КПС та другий пілот можуть замінити тюремне ув'язнення штрафами. Після цього вони знову почали працювати в авіакомпанії Swissair.